# Sirotek

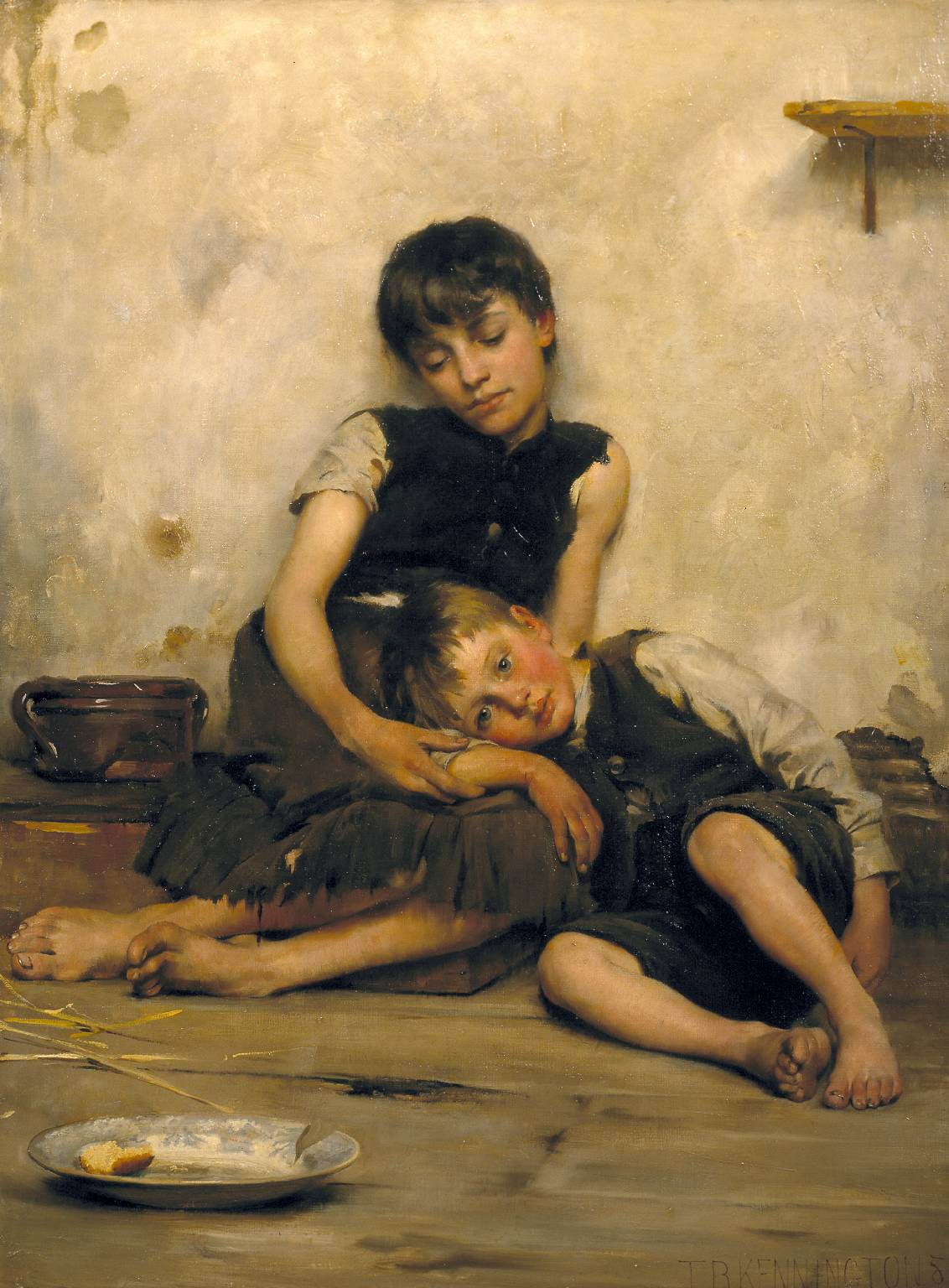
Sirotci – Thomas Kennington (1885)

Sirotek je dítě, kterému zemřeli oba jeho rodiče.
Těmto dětem se říká úplný sirotek, někdy se lze setkat s termínem oboustranný sirotek – zvláště v soudní praxi.
Pokud dítěti zemře jen jeden rodič, pak se mu říká polosirotek, adekvátně také jednostranný sirotek.
Obecně se však označení polosirotek příliš nepoužívá. Jednoduše se takovéto děti nazývají sirotci.
V sociální práci se lze setkat také s pojmem sociální sirotek. V takovém případě se jedná o dítě, jehož jeden nebo i druhý rodič jsou naživu, ale nechtějí se, nebo nemohou se, o dítě starat (například výkon trestu, ústavní léčba, děti odložené do baby boxů apod.).

## Postavení sirotků ve společnosti
V historii docházelo k nárůstům počtů sirotků vždy v období válek, kdy muži padli ve válce a ženy, vdovy, tak zůstávaly opuštěny s dětmi, sirotky. Péče o sirotky je a byla vždy projevem solidarity, soucítění a empatie. Napříč všemi lidskými pokoleními se nese mravní povinnosti se o tyto sociálně znevýhodněné spoluobčany, spolubratry, postarat.
Již staří Izraelité měli s ohledem na sirotky (a vdovy) nastavena pravidla kmenového společenství, která by sirotky chránila a zajišťovala jim přežití – vizte Sirotci v Bibli. Sirotek je společností chápán jako slabý a bezbranný jedinec, který by jinak bez pomoci neměl nikde zastání, a který na pomyslném žebříčku nouze stojí velmi vysoko. Bez poskytnuté pomoci a ochrany by si každý k němu mohl cokoliv dovolit aniž by následovala odplata.

## Sirotek a péče o něj
V českých krajích až do třicátých let 20. století, jak uvádí kroniky, bývalo zvykem mít na obci fond pro sirotky, ze kterého se platilo těm, kteří se sirotka ujali pokud neměl příbuzné. Platilo, že se každá obec starala o „svoje“ sirotky. Nezřídka byli sirotci umisťování do sirotčinců, ve kterých platila přísná kázeň. Dnešní dětské domovy se spíše snaží nahradit rodinu a připravit sirotka na vstup do samostatného života.
Právní předpisy definují adopci, osvojení, trvalou pěstounskou péči a nově (od 2014) také pěstounskou péči na přechodnou dobu, dále upravují výši sirotčího důchodu, který je vyplácen do doby ukončení studií, podmínky péče o tyto děti.

## Sirotci a SOS dětské vesničky
První SOS dětská vesnička pro sirotky byla postavena v letech 1968–1969 poblíž Doubí u Karlových Varů. O její vznik se zasloužil, projekt zrealizoval a prvním ředitelem vesničky v Doubí se stal písecký rodák Miloslav Ciboch (nar. 11. 5. 1925).
Smyslem SOS dětských vesniček bylo a je nahradit opuštěným dětem rodinu v prostředí, které se rodinnému co nejvíce podobá. Tomu odpovídal koncept samostatných domků tvořících malou vesničku. Každý domek obývá jedna náhradní matka (nezřídka řádová sestra), která je za chod rodiny odpovědná a má podporu ze strany vesničky. Vytváří se tak společenství náhradní rodiny, často z dětí – sourozenců – posbíraných z různých dětských domovů (v případě vícečetných rodin).
O situaci dnes a kde všude jsou další vesničky se lze dočíst na stránkách Sdružení SOS dětských vesniček.

## Sirotci vBibli
Sirotek, ať v jednotném či množném čísle, je v Písmu Svatém zmíněn celkem 36krát na různých místech a v různých souvislostech. Z toho 34krát ve Starém Zákoně a 2krát v Novém Zákoně, konkrétně v NZ ve verších Jan 14,18 a Jakub 1,27. Jako chování se k sirotku (sirotkům) je uváděno (kralický překlad), že „sirotka trápit nebudete…“ 2.M.22,22; „nepřevrátíš soudu sirotku…“ 5.Moj 24,17; „vysvobozuji sirotka…“ Job 29,12; „Otec jest sirotků a obhájce vdov…“ Žalm 68,6; ale i „buďtež děti jeho sirotci…“ Žalm 109,9; „Hospodin sirotku a vdově pomáhá…“ Žalm 146,9; „v tobě smilování nalézá sirotek…“ Ozeáš 14,3.
Jasně zde vystupuje snaha sirotky chránit a pomáhat jim, neboli dát najevo, že Bůh sirotky miluje a střeží jako „oko v hlavě“.
Lze se zde také setkat s pojmem „siroba“ ve smyslu osiření – zůstat opuštěn, například ve verši 1.Samuelova 15,33.
Na roveň tak zde bývají sirotky stavěni vedle vdov – podobný případ osamění a nezaopatření.

## Sirotci v literatuře a filmu
- Harry Potter od anglické spisovatelky Joanne Kathleen Rowlingové
- Tom Sawyer a Huckelberry Finn od spisovatele Marka Twaina
- postavy v baladě Kytice od Karla Jaromíra Erbena
- Sirotek lowoodský, kniha od spisovatelky Charlotte Brontëové
- Oliver Twist a David Copperfield od anglického spisovatele Charlese Dickense
- James Bond, knižní postava vytvořená Ianem Flemingem v roce 1953
- Bible, se na 36 místech zmiňuje o sirotcích (či sirotku). Podle Biblické konkordance, str.679 (II.revidované vydání z roku 1933 v Praze vydané)
- Pollyanna, postava děvčátka v románu Eleanor H.Porterové, dvakrát zfilmováno (1960, 2002)

FILM: Pollyanna 1960